# Піццо-Камполунго

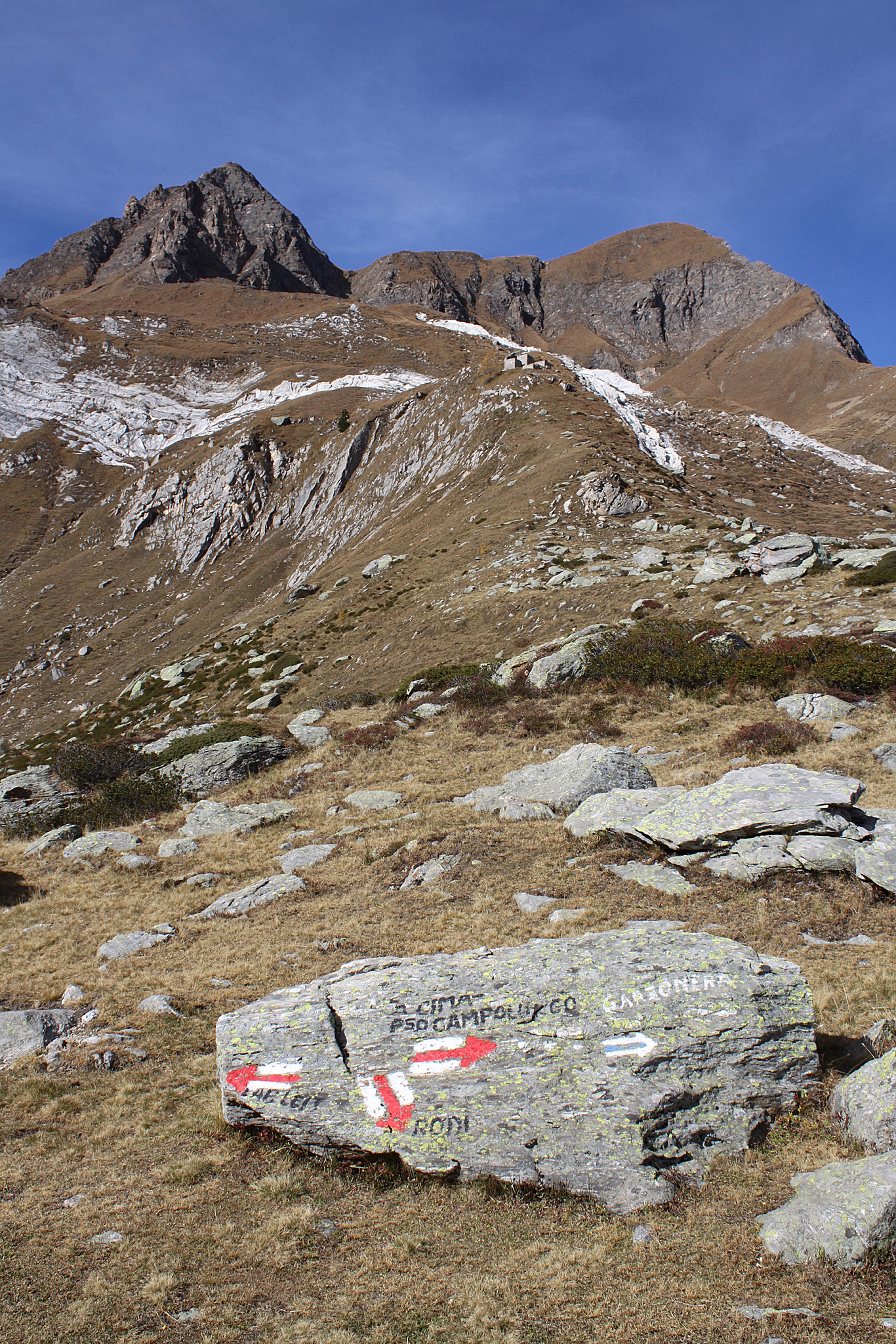
Піццо Камполунго

Піццо-Камполунго (англ. Pizzo Campolungo) — гора в Лепонтинських Альпах у швейцарському кантоні Тічіно. Розташовується на південний схід від перевалу Камполунго. Висота гори 2713 м над рівнем моря.
Місцевість навколо Піццо Камполунго переважно гориста. Найвища точка в районі — Піццо Кросліна, 3012 метрів над рівнем моря, 2,6 км на південь від Піццо Камполунго.
На квадратний кілометр навколо припадає близько 8 осіб. Найближче велике місто — Севіо, за 18,3 км на південний захід від Піццо Камполунго. Територія навколо Піццо Камполунго майже повністю вкрита рослинністю.
Клімат тундровий. Середня температура 1 °С. Найтепліший місяць — липень, температура 12 °C, і найхолодніший січень, температура –10 °C. Середня кількість опадів становить 2204 міліметра на рік. Найвологіший місяць — листопад із 342 міліметрами опадів, а найменш вологий березень — 116 міліметрів.